# Base su ball
Nel gioco del baseball, si verifica una base su ball (base on balls, nella dizione americana anche "walk", "camminata", per il fatto che il battitore che la riceve può tranquillamente camminare verso la prima base) quando il lanciatore effettua quattro lanci in zona non valida di strike allo stesso battitore, senza che questi metta in gioco la palla con una battuta o venga eliminato con uno strikeout. Nelle statistiche viene abbreviata in BB.

## Le regole
La zona di strike viene delimitata per regolamento, ed è stata modificata nel corso degli anni, anche per adattarsi ai nuovi materiali e alla preparazione atletica dei giocatori. L'ultima modifica, del 1996, ha individuato la zona di strike in un rettangolo immaginario, la cui base è determinata dalla larghezza del piatto di "casa base" (17 pollici, circa 43 centimetri), e la cui altezza va da un limite superiore, individuato da una linea orizzontale posizionata a metà tra le spalle del battitore e la parte superiore dei pantaloni della sua divisa, a un limite inferiore, sotto la rotula del giocatore. Tale zona cambia a seconda della posizione che assume il battitore (stance).

### Attribuzione della base su ball
La valutazione sul punto di arrivo del lancio è sempre affidata all'arbitro di casa base, che si posiziona dietro il ricevitore. La segnalazione del ball è di minore effetto scenografico rispetto allo strike, che viene segnalato dall'arbitro con energia e a voce alta. A volte, l'arbitro darà comunque un'indicazione sul punto di arrivo della palla, chiamandola low se troppo bassa rispetto alla zona di strike, high se troppo alta, inside se troppo interna, outside se troppo esterna. Per ricordare a battitore e lanciatore la situazione del conto strike e ball, soprattutto in turni di battuta lunghi, l'arbitro usa la mano destra per segnalare il numero di strike, la sinistra per i ball.
Una base su ball è neutra rispetto alla media battuta del battitore, ma è valida e migliora la sua percentuale di arrivi in base ("OBP", "on base percentage"). Per il lanciatore, fa parte del conteggio della sua WHIP.

### Casi particolari
- Se un battitore riceve una base su ball e le basi sono tutte occupate, tutti gli altri corridori devono avanzare anch'essi di una base, e quello in terza base finirà per segnare un punto. Per questo, al battitore che ha ricevuto la base su ball viene anche accreditato un "punto battuto a casa";
- La base su ball può anche essere intenzionale, quando le circostanze della partita portano il manager della squadra in difesa a considerare che sia più vantaggioso affrontare il giocatore che dovrà andare in battuta dopo quello attualmente nel box. Questo può accadere, ad esempio, se il battitore successivo a quello attuale è il lanciatore avversario, generalmente meno abile con la mazza, o se si vuole evitare uno specifico battitore. Ad inizio anni 2000, il battitore dei San Francisco Giants Barry Bonds era considerato talmente pericoloso che spesso riceveva basi ball intenzionali: nel solo 2004, ben 120 delle 232 basi ball ricevute da Bonds furono intenzionali[3];
- Con la base su ball, la palla rimane "viva", per cui il battitore appena diventato corridore ed eventuali giocatori già in base possono avanzare anche più di una base, a rischio di eliminazione. Questo avviene in genere quando il lancio che causa la base su ball sfugge al ricevitore.
- Un caso particolare di avanzamento sulle basi "gratuito" è il balk, un fallo commesso dal lanciatore nella fase di lancio, ma questo riguarda tutti i giocatori già in base e non influenza il conto di ball e strike del giocatore nel box di battuta.